# تشاف وتشمخالة
تشاف وتشمخالة (بالفارسية: چاف و چمخاله) هي منطقة سكنية تقع في إيران في البلدة المركزية. يقدر عدد سكانها بـ 1,814 نسمة .